# 871
Évszázadok: 8. század – 9. század – 10. század
Évtizedek: 820-as évek – 830-as évek – 840-es évek – 850-es évek – 860-as évek – 870-es évek – 880-as évek – 890-es évek – 900-as évek – 910-es évek – 920-as évek
Évek: 866 – 867 – 868 – 869 –  870 – 871 – 872 – 873 – 874 – 875 – 876

## Események

### Európa
- Januárban a Skandináviából erősítést kapott yorki vikingek Halfdan Ragnarsson és Bagsecg (az újonnan jöttek parancsnoka) vezetésével rátámadnak Wessexre. Bár az ashdowni csatában vereséget szenvednek és Bagsecg is elesik, a többi összecsapásban legyőzik a szászokat, akik szívósan védekezve fokozatosan hátrálnak. A csatákban elesik Heahmund salisburyi püspök is.
- Húsvét után a huszonéves I. Æthelred wessexi király váratlanul meghal. Utódja öccse, Alfréd (Alfrédnek három bátyja is király volt, de valamennyien fiatalon haltak meg). Miután újabb vereséget szenved a támadóktól, Alfréd hadisarcot fizet a vikingeknek, akik visszaadják az előző évben elfoglalt Readinget is és visszavonulnak Londonba, ahol áttelelnek.
- Széphajú Harald megalapítja Tønsberget, a legrégebbi skandináv várost.
- II. Lajos itáliai császár lombard, frank és szláv csapatokból álló seregével ostrom alá veszi és elfoglalja a szaracénok által megszállt Barit, megdöntve ezzel a Bari Emirátust. A császár próbálja megerősíteni dél-itáliai befolyását, helyőrségeket hagy a Beneventói Hercegség erődjeiben, mire augusztusban Adelchis beneventói herceg elfogatja a hozzá visszatérő császárt és elkobozza a kincstárát. Egy hónappal később szaracén erősítés száll partra Dél-Itáliában, ezért a herceg elengedi Lajost, de előbb megesketi hogy nem bosszulja meg a rajta esett sérelmet és nem teszi többé lábát a hercegségébe.
- Karlmann bajor herceg árulással vádolja és elfogatja Szvatopluk nyitrai morva fejedelmet. A morvák azt hiszik, hogy megölette, ezért rokonát, Szlavomirt választják fejedelmüknek, aki fellázad a bajor függés ellen. Karlmann elengedi Szvatoplukot, azzal a feltétellel, hogy segít leverni a felkelést. Szvatopluk elkíséri a bajor sereget, de mikor alkalma nyílik rá elárulja őket és segítségével a morvák szétverik a támadókat, megölve Morávia két frank őrgrófját, Vilmost és Engelschalkot.

### Abbászida Kalifátus
- A zandzs lázadók elfoglalják és kifosztják Bászrát.

## Születések
- I. García, leóni király

## Halálozások
- január 8. - Bagsecg, viking vezér
- április 23. – I. Æthelred, wessexi király
- I. Engelschalk, pannóniai őrgróf
- II. Vilmos, pannóniai őrgróf

## Fordítás
- Ez a szócikk részben vagy egészben  a(z)   871 című angol Wikipédia-szócikk ezen változatának fordításán alapul.  Az eredeti cikk szerkesztőit annak laptörténete sorolja fel. Ez a jelzés csupán a megfogalmazás eredetét és a szerzői jogokat jelzi, nem szolgál a cikkben szereplő információk forrásmegjelöléseként.